# Parrita (ort i Costa Rica)
Parrita är en ort i Costa Rica.   Den ligger i provinsen Puntarenas, i den centrala delen av landet, 50 km sydväst om huvudstaden San José. Parrita ligger 12 meter över havet och antalet invånare är 3 734.
Terrängen runt Parrita är huvudsakligen platt, men norrut är den kuperad. Havet är nära Parrita åt sydväst.  Det finns inga andra samhällen i närheten.